# Auld Lang Syne

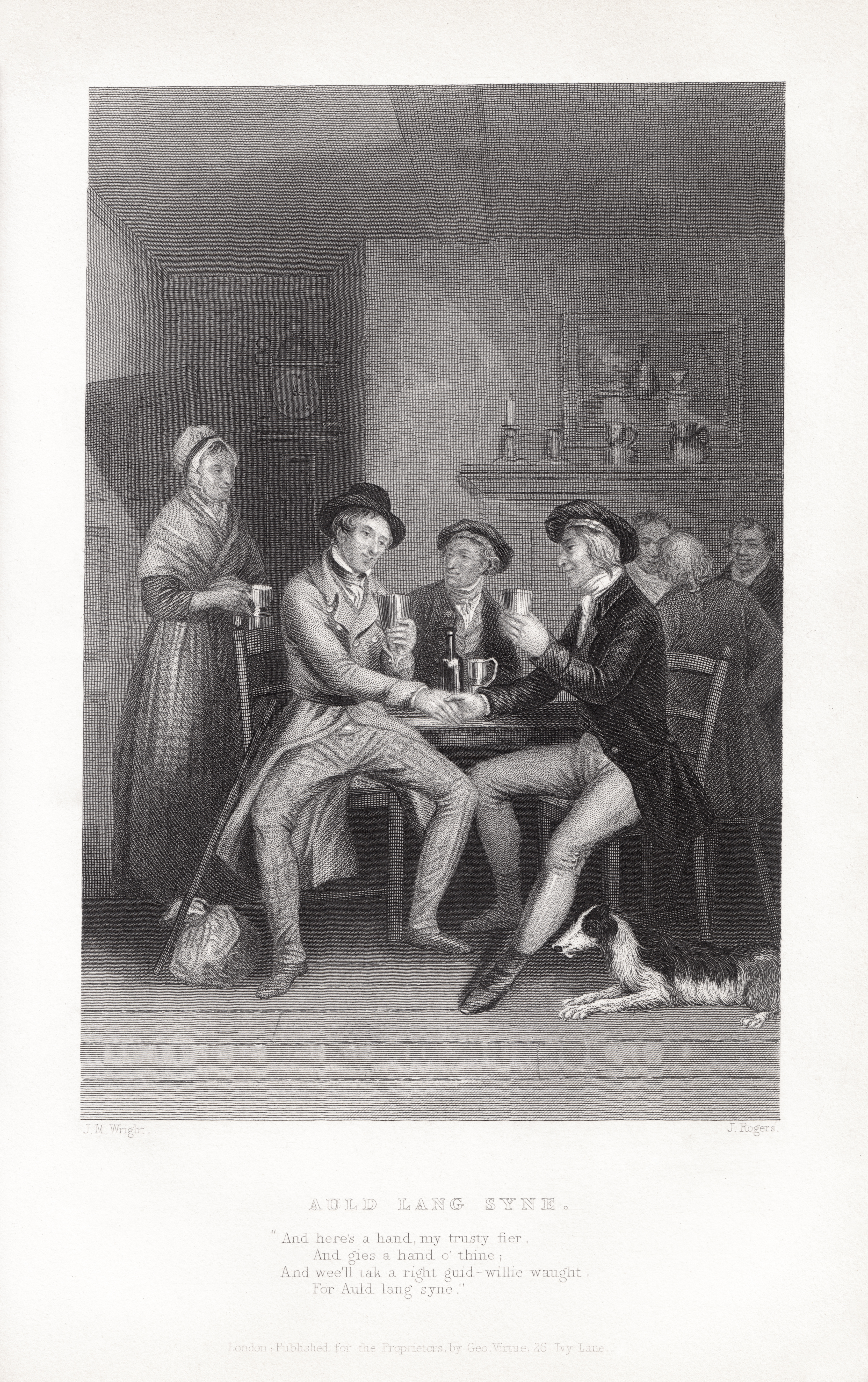
Minh họa của John Masey Wright và John Rogers cho bài thơ, vẽ năm 1841.

"Auld Lang Syne" (phát âm tiếng Scots: [ˈɔːl(d) lɑŋˈsəin]: lưu ý âm "s" chứ không phải âm "z") là một bài thơ bằng tiếng Scots viết bởi Robert Burns năm 1788 và được phổ nhạc thành một bài dân ca truyền thống (Roud # 6294). Bài hát được biết đến ở nhiều nước khác nhau, đặc biệt là các nước nói tiếng Anh, và theo truyền thống thường được hát như một lời chia tay với năm cũ trong thời khắc giao thừa. Ngoài ra, nó cũng được sử dụng khá rộng rãi trong các đám tang, lễ tốt nghiệp, và dùng như một cách nói lời chia tay hoặc kết thúc cái gì đó trong các trường hợp khác. Các phong trào Thiếu sinh Hướng đạo quốc tế, ở nhiều nước, sử dụng nó gần như hoạt động trại họp bạn (jamboree) và các hoạt động khác.
Tiêu đề bài thơ trong tiếng Scots có thể được dịch sang tiếng Anh chuẩn với nghĩa "old long since", hoặc mang nhiều đặc trưng ngôn ngữ (idiom) hơn, "long long ago", "days gone by" hoặc "old times", tức là "đã lâu lắm rồi". Cụm từ "For auld lang syne", do đó, xuất hiện trong dòng đầu của điệp khúc có thể tạm dịch là "vì những kỷ niệm ngày xưa" ("for (the sake of) old times").
Cụm từ "Auld Lang Syne" cũng được sử dụng trong các bài thơ tương tự của Robert Ayton (1570–1638), Allan Ramsay (1686–1757) và James Watson (1711) cũng như những bài dân ca cũ có trước bài của Burns. Matthew Fitt sử dụng thành ngữ "In the days of auld lang syne" với cách dùng tương tự như "Once upon a time..." ("ngày xửa ngày xưa...") trong những câu chuyện cổ tích được ông soạn lại theo tiếng Scots.
Trong cuộc Trưng cầu dân ý độc lập Scotland, 2014, các nhóm phản đối độc lập như Better Together và Vote No Borders đã sử dụng Auld Lang Syne làm bài hát cho mình, cụ thể họ sử dụng cụm từ "auld acquaintance" để ám chỉ sự liên minh giữa Anh với Scotland. Những người chống độc lập cũng góp đá xây dựng nên Tháp đá Auld Acquaintance ở Gretna để ủng hộ việc duy trì Scotland trong liên hiệp Anh.

## Lịch sử
Robert Burns đã gửi một bản sao chép từ bản nhạc gốc tới Bảo tàng Âm nhạc Scotland (Scots Musical Museum) với lời nhận xét, "Bài hát sau đây, một bài hát cũ ("old song"), của thời xa xưa, một ca khúc chưa bao giờ được in ấn, hay kể cả một bản thảo cho tới khi tôi chép lại được nó từ một ông già." Một vài đoạn trong lời bài hát thật sự được "thu gom lại" chứ không phải được sáng tác bởi nhà thơ; bản ballad "Old Long Syne" được in năm 1711 bởi James Watson cho thấy sự giống nhau đáng kể trong những câu đầu tiên và đoạn điệp khúc với bài thơ sau đó của Burns, và gần như chắc chắn cùng xuất phát từ một "bài hát cũ".
Should Old Acquaintance be forgot,

and never thought upon;

The flames of Love extinguished,

and fully past and gone:

Is thy sweet Heart now grown so cold,

that loving Breast of thine;

That thou canst never once reflect

on Old long syne.
ĐIỆP KHÚC:
On Old long syne my Jo,
in Old long syne,
That thou canst never once reflect,
on Old long syne.

Đó là một giả thuyết hợp lý để cho rằng phần còn lại của bài thơ là lời của Burns.
Có một số nghi ngờ về việc liệu giai điệu được sử dụng ngày nay có trùng khớp với ý muốn ban đầu của Burns, nhưng nó được sử dụng rộng rãi ở Scotland và phần còn lại của thế giới.
Hoạt động hát bài hát này trong lễ Hogmanay, hay đêm giao thừa, rất nhanh chóng trở thành một phong tục của người Scotland trước khi nhanh chóng lan ra các vùng khác của Quần đảo Anh. Người Scotland (chưa kể đến người Anh, người xứ Wales và người Ireland) di cư trên toàn thế giới đều mang bài hát đồng hành cùng bản thân.
Một bản thảo của "Auld Lang Syne" được lưu giữ trong bộ sưu tập vĩnh viễn của Thư viện Lilly tại Đại học Indiana ở Bloomington, Indiana.

## Ca từ
Bài hát bắt đầu bằng cách đặt ra một câu hỏi tu từ, đại ý mặc dù sự thật rằng những kỷ niệm xưa cũ bị lãng quên, và thường được hiểu như một lời gợi nhắc để nhớ tới những tình cảm bạn bè tri kỷ.
Hợp tuyển Ca khúc Scotland của George Thomson được xuất bản vào năm 1799, trong đó đoạn lời thứ hai về những lời chào và chúc tụng đã được chuyển xuống vị trí hiện tại của nó ở phần cuối bài hát.
Hầu hết cách sử dụng phổ biến của bài hát chỉ bao gồm phần lời một và phần điệp khúc. Câu cuối cùng của mỗi lời thường được hát thêm vào những từ như "For the sake of" hay "And days of", so với lời ca gốc của Robert Burns. Điều này cho phép một nốt gắn với một từ, thay vì đoạn melisma nhẹ cần thiết để phù hợp với lời gốc của Burns đối với giai điệu. Auld lang syne là một cụm từ, có nghĩa là thời gian trôi qua với những ngày xưa êm ái.
| Lời gốc tiếng Scotland của Robert Burns | Phỏng dịch tiếng Anh | Phiên âm tiếng Scotland hiện đại | Phiên âm IPA (Burn's own Ayrshire dialect) |
| --- | --- | --- | --- |
| Should auld acquaintance be forgot, and never brought to mind? Should auld acquaintance be forgot, and auld lang syne*? CHORUS: For auld lang syne, my jo, for auld lang syne, we'll tak a cup o' kindness yet, for auld lang syne. And surely ye'll be your pint-stowp! and surely I'll be mine! And we'll tak a cup o' kindness yet, for auld lang syne. CHORUS We twa hae run about the braes, and pu'd the gowans fine; But we've wander'd mony a weary fit, sin auld lang syne. CHORUS We twa hae paidl'd i' the burn, frae morning sun till dine; But seas between us braid hae roar'd sin auld lang syne. CHORUS And there's a hand, my trusty fiere! and gie's a hand o' thine! And we'll tak a right gude-willy waught, for auld lang syne. CHORUS | Should old acquaintance be forgot, and never brought to mind? Should old acquaintance be forgot, and old lang syne? CHORUS: For auld lang syne, my dear, for auld lang syne, we'll take a cup of kindness yet, for auld lang syne. And surely you'll buy your pint cup! and surely I'll buy mine! And we'll take a cup o' kindness yet, for auld lang syne. CHORUS We two have run about the slopes, and picked the daisies fine; But we've wandered many a weary foot, since auld lang syne. CHORUS We two have paddled in the stream, from morning sun till dine†; But seas between us broad have roared since auld lang syne. CHORUS And there's a hand my trusty friend! And give me a hand o' thine! And we'll take a right good-will draught, for auld lang syne. CHORUS | Shid ald akwentans bee firgot, an nivir brocht ti mynd? Shid ald akwentans bee firgot, an ald lang syn*? CHORUS: Fir ald lang syn, ma jo, fir ald lang syn, wil tak a cup o kyndnes yet, fir ald lang syn. An sheerly yil bee yur pynt-staup! an sheerly al bee myn! An will tak a cup o kyndnes yet, fir ald lang syn. CHORUS We twa hay rin aboot the braes, an pood the gowans fyn; Bit weev wandert monae a weery fet, sin ald lang syn. CHORUS We twa hay pedilt in the burn, fray mornin sun til dyn; But seas between us bred hay roard sin ald lang syn. CHORUS An thers a han, my trustee feer! an gees a han o thyn! And we'll tak a richt‡ gude-willie-waucht‡, fir ald lang syn. CHORUS | ʃɪd o̜ːld ə.kwɛn.təns bi fəɾ.ɡot, ən nɪ.vəɾ brɔxt tɪ məin? ʃɪd o̜ːld ə.kwɛn.təns bi fəɾ.ɡot, ən o̜ːl lɑŋ səin? CHORUS: fəɾ o̜ːl lɑŋ səin, mɑ dʒo, fəɾ o̜ːl lɑŋ səin, wiːl tɑk ə kʌp ə kəin.nəs jɛt, fəɾ o̜ːl lɑŋ səin. ən ʃeːr.li jiːl bi juːɾ pəin.stʌup! ən ʃeːr.li ɑːl bi məin! ən wiːl tɑk ə kʌp ə kəin.nəs jɛt, fəɾ o̜ːl lɑŋ səin. CHORUS wi two̜̜ː heː rɪn ə.but ðə breːz, ən puːd ðə ɡʌu.ənz fəin; bʌt wiːv wɑn.əɾt mʌ.ne ə wiːɾɪ fɪt, sɪn o̜ːl laŋ səin. CHORUS wi two̜̜ː heː pe.dlt ɪn ðə bʌɾn, freː moːɾ.nɪn sɪn tɪl dəin; bʌt siːz ə.twin ʌs bred heː roːrd sɪn o̜lː laŋ səin. CHORUS ən ðeːrz ə ho̜ːn, mɑ trʌs.tɪ fiːɾ! əŋ ɡiːz ə ho̜ːn ə ðəin! ən wiːl tak ə rɪxt ɡɪd wʌ.lɪ wo̜ːxt, fəɾ o̜lː laŋ səin. CHORUS |

† dine = "dinner time", bữa ăn chiều 

‡ ch = voiceless velar fricative (chỉ âm gió của những âm run lưỡi thuộc màng khẩu cái), /x/, ở vòm miệng trên như /k/ nhưng với miệng mở một phần như /f/. Tương tự như "Bach" trong tiếng Đức 

* syne = "since" – phát âm giống như "sign" hơn là "zine".

## Lời Việt
Cùng điệu nhạc này, người Việt hát theo lời sau đây vào những lúc kết thúc buổi sinh hoạt tập thể như trại hè hoặc hướng đạo:
Giờ đây anh em chúng ta cùng nhau giã từ lòng còn lưu luyến
Cách xa nhưng ta hằng mong rồi đây có ngày còn được gặp nhau.
Nhạc hát thêm: Cách xa nhưng ta hằng mong giờ đây cách xa thì lòng xao xuyến.
Cách xa nhưng ta hằng mong rồi đây có ngày còn được gặp nhau.

"Bài Ca Tạm Biệt", lời bài hát được viết bởi nhà thơ Thế Lữ (1907-1989):
| Bài Ca Tạm Biệt |
| --- |
| Vì đau anh em chúng ta ngày nay Sắp cùng bùi ngùi xã cách Cớ sao ta không còn trông rồi đây Có ngày mình còn gặp nhau Cách nhau nhưng ta hằng vui vì nay Biết sau còn ngày sung sướng Cách xa nhưng ta hằng mong rồi đay Có ngày lại còn gặp nhaư |

## Giai điệu
Giai điệu mà "Auld Lang Syne" thường được hát là một giai điệu dân gian Scotland ngũ cung, có lẽ ban đầu là một điệu nhảy vui vẻ và ở nhịp độ nhanh hơn rất nhiều.
Nhà soạn nhạc người Anh William Shield dường như đã trích dẫn một đoạn ngắn giai điệu của "Auld Lang Syne" ở phần cuối của khúc dạo đầu trong bản opera Rosina của ông, đây có thể là lần được trích dẫn sử dụng đầu tiên của bài hát. Những ý kiến tranh luận rằng Burns mượn giai điệu của Shield vì các lý do khác nhau rất khó có thể xảy ra, mặc dù có nhiều khả năng là họ đã trích dẫn từ cùng một nguồn thông thường, có thể là một bản strathspey có tên The Miller's Wedding hay The Miller's Daughter. Vấn đề là những giai điệu dựa trên cùng một tập các bước nhảy (dance steps) nhất thiết phải có một nhịp điệu tương tự, và thậm chí một sự giống nhau về hình thức trong hình thái âm điệu (melody) có thể gây ra một sự tương đồng rõ ràng một cách rất mạnh mẽ trong các giai điệu nói chung. Chẳng hạn, bài thơ Coming Through the Rye của Burns được hát theo một giai điệu có thể cũng là nền tảng của bản Miller's Wedding. Nguồn gốc của những giai điệu của God Save the Queen chỉ ra vấn đề tương tự và cũng có cùng lý do, vì cùng dựa trên một điệu đặc trưng của dance. (Xem các nốt trong chủ đề về William Shield về chủ đề này.)
Năm 1855, một lời khác được viết trên nền giai điệu Auld Lang Syne bởi Albert Laighton và có tựa đề, "Song of the Old Folks." Bài hát này đã được đưa vào sách tuyển tập bài hát mang tên Father Kemp's Old Folks Concert Tunes xuất bản ở Boston, Massachusetts năm 1860. Trong nhiều năm, Stoughton Musical Society đã có truyền thống hát phiên bản này của bài hát, theo trí nhớ những người đã qua đời từng sinh sống vào khoảng thời gian này.
Nhạc sĩ George M. Cohan trích dẫn dòng đầu tiên của âm điệu "Auld Lang Syne" từ dòng thứ hai đến dòng cuối đoạn điệp khúc của You're a Grand Old Flag. Có sự rõ ràng trong lời bài hát cho biết điều này là có chủ ý.
John Philip Sousa trích dẫn âm điệu trong phần thứ ba của hành khúc năm 1924 "Ancient and Honorable Artillery Company"
Trong truyền thống hợp xướng Sacred Harp, một bản cải biên của nó tồn tại dưới tên gọi "Plenary". Lời bài hát là một memento mori và bắt đầu bằng đoạn "Hark! from the tomb a doleful sound" ("Hãy nghe! từ ngôi mộ một âm thanh sầu"). Một bản cải biên cho nhà thờ Cơ đốc khác, phổ biến ở Ấn Độ, là "Hail! Sweetest, Dearest Tie That Binds" bởi Amos Sutton.
Khúc alma mater của Đại học Virginia ("The Good Old Song") cũng được hát theo giai điệu của "Auld Lang Syne".

## Sử dụng

### Năm mới
"Auld Lang Syne" được hát theo truyền thống tại giao thừa ở Scotland và trên toàn thế giới, đặc biệt ở các nước nói tiếng Anh.
Trong lễ Hogmanay ở Scotland, thường tục lệ thông thường là mỗi người nắm tay người bên cạnh tạo thành một vòng tròn lớn xung quanh sàn nhảy. Vào lúc bắt đầu của đoạn cuối cùng, tất cả mọi người đan chéo hai cánh tay của họ trên ngực, do đó tay phải sẽ chạm vào tay trái người bên cạnh và ngược lại. Khi giai điệu kết thúc, tất cả mọi người tiến đến giữa, trong khi vẫn nắm tay nhau. Khi vòng tròn được tái lập, mọi người chui xuống dưới các cánh tay để kết thúc khi đang giáp mặt nhau ra phía ngoài với hai bàn tay vẫn nắm.
Ở một số quốc gia khác Scotland, hai cánh tay thường đan chéo nhau từ lúc bắt đầu bài hát hơn là giống với phong tục Scotland. Việc thực hiện phong tục Scotland đã được chứng minh bởi Nữ hoàng tại lễ kỉ niệm ở Millennium Dome năm 2000. Báo chí Anh chỉ trích bà đã thực hiện không "đúng cách" khi đan chéo tay, mà không biết rằng bà đang đi theo đúng truyền thống của Scotland.

### Ngoài năm mới
Cũng giống như trong tổ chức năm mới, "Auld Lang Syne" được sử dụng rộng rãi để thể hiện sự "kết thúc/khởi đầu mới" - gồm có sự chia tay, đám tang (và những buổi tưởng niệm người đã khuất), lễ tốt nghiệp, kết thúc một bữa tiệc, cuộc bầu cử của một chính phủ mới, lần hạ cờ Union Jack cuối cùng dành cho một thuộc địa của Anh giành được độc lập, hay kể cả sự đóng cửa của một cửa hàng. Giai điệu cũng được sử dụng với nhiều lời khác nhau, đặc biệt là thánh ca (hymn), các bài hát về thể thao và thậm chí cả quốc ca. Ở Scotland và các vùng ở Vương quốc Anh, nó được hát trong các lễ tưởng niệm Robert Burns. Danh sách sử dụng cụ thể sau đây có thể chưa đầy đủ và bao quát.

#### Ở các nước nói tiếng Anh
- Ở Scotland, người ta thường hát ở cuối một céilidh hoặc một điệu nhảy.
- Giai điệu bài hát được chơi, và được hát bởi các đám đông, trong các chặng cuối cùng của Edinburgh Military Tattoo.
- Trong nhiều Câu lạc bộ tưởng nhớ Burns, bài hát được hát vào cuối một Burns supper (buổi lễ tưởng niệm cuộc đời và sự nghiệp thơ ca của Robert Burns).
- Ở Đại Anh, nó được chơi ở gần ngày tổ chức Đại hội thường niên (hội nghị) của Trades Union Congress.
- Bài hát được hát ở phần cuối của Last Night of the Proms bởi khán giả (chứ không phải là những người biểu diễn) và do đó, nó thường không được liệt kê vào chương trình chính thức.
- Bài hát được chơi tại Passing Out Parade of Young Officers (Lễ diễu hành Tốt nghiệp của Sĩ quan trẻ) trong Hải quân Hoàng gia Anh khi họ diễu hành tại Cao đẳng Hải quân Hoàng gia Britannia; và tại Sovereign's Parade ở Học viện Quân sự Hoàng gia Sandhurst cho sĩ quan trẻ gia nhập Quân đội Anh, khi các sinh viên sĩ quan diễu hành tại tòa nhà Old College nổi tiếng – theo nhịp điệu của cuộc diễu hành chậm, sau giai điệu của "Will ye no come back?". Phong tục này (hoặc các hoạt động rất giống như vậy) cũng được tiếp nối trong các hệ thống cao đẳng Hải quân và quân sự ở nhiều quốc gia khác, đặc biệt là các thành viên và cựu thành viên của Khối thịnh vượng chung Anh. Các ví dụ bao gồm Cao đẳng Quân sự Hoàng gia Canada, Cao đẳng Quân sự Hoàng gia (Malaysia), Học viện Quốc phòng Ấn Độ,[26] Học viện Quân sự Ấn Độ, Học viện Đào tạo Sĩ quan (Ấn Độ), Học viện Quân sự Pakistan, Học viện Quân sự Bangladesh tại các trường đại học tương đương tại Singapore, Myanmar và Nigeria.
- Kể từ năm 2007, giai điệu bài hát đã được sử dụng như một giới thiệu về các điệp khúc đại chúng của "America the Beautiful" được chơi bởi mười hai quân đoàn lọt vào chung kết ở Finals Retreat tại Drum Corps International World Championships. Như một sự trùng hợp bất ngờ, "Auld Lang Syne" and "America the Beautiful" có cùng nhịp phách, và lời bài hát có thể được hát thay thế cho nhau.

#### Ở các nước không nói tiếng Anh
Auld Lang Syne đã được dịch ra nhiều thứ tiếng, và ca khúc được hát rộng rãi trên khắp thế giới. Gam ngũ cung của bài hát phù hợp với gam nhạc sử dụng tại Triều Tiên, Nhật Bản, Ấn Độ, Trung Quốc và nhiều quốc gia Đông Á khác, trong đó đã tạo điều kiện "quốc hữu hóa" của nó ở phương Đông. Các ví dụ cụ thể sau đây chủ yếu là chi tiết những điều đặc biệt hoặc bất thường về việc sử dụng bài hát này trong một quốc gia cụ thể.
- Ở Thái Lan, bài hát "Samakkhi Chumnum" ("สามัคคีชุมนุม", "Cùng trong sự hiệp nhất"), với giai điệu tương tự, được hát sau các trận thể thao và thời điểm kết thúc các trại họp bạn Thiếu sinh Hướng đạo cũng như đón năm mới. Bài hát nói về nhà vua và đoàn kết dân tộc. Ở đây, bài hát được tin là một bài hát cổ truyền Thái Lan.
- Ở Ba Lan, bài "Braterski krąg" có giai điệu tương tự. Nó được hát truyền thống bởi các thành viên của phong trào hướng đạo Ba Lan (Związek Harcerstwa Polskiego) trong các buổi họp mặt.
- Ở Quân đội Pakistan, người ta chơi ca khúc này trong lúc diễu hành kết nạp; và ở Pakistan nói chung, bài hát (hoặc chỉ giai điệu của nó) được ngân lên trong các sự kiện chia tay.
- Ở Bangladesh và các phần của khu vực Bengal thuộc Ấn Độ, giai điệu là nguồn cảm hứng trực tiếp của các bài hát Bengal nổi tiếng[27][28] "Purano shei diner kotha", sáng tác bởi thi hào đoạt giải Nobel Rabindranath Tagore,[29] và có mặt một trong những âm điệu dễ nhận ra trong Rabindra Sangeet (Khúc ca Rabindra), một bộ tác phẩm gồm 2.230 bài hát và bài thơ trữ tình mà tạo thành xương sống của âm nhạc Bengal.
- 蛍の光 ("Hotaru no Hikari"), phiên bản tiếng Nhật của "Auld Lang Syne". 1:00 Ở Nhật Bản, mặc dù bài hát gốc không được biết đến, mọi người thường kết hợp giai điệu của bài hát với lời của bài hát Nhật dành cho học sinh "Hotaru no hikari" ("Đèn đom đóm"). Lời ca đã nhắc đến một loạt hình ảnh về những sự khó khăn mà những học sinh chăm chỉ phải trải qua trên con đường đầy chông gai để có được tri thức, bắt đầu với ánh đèn đom đóm mà các học sinh xưa từng dùng để học khi họ không có nguồn sáng nào khác. Bài hát thường được nghe trong buổi lễ tốt nghiệp và vào cuối ngày học. Bài hát cũng được dùng làm nhạc tại nhiều đơn vị kinh doanh dịch vụ khác nhau, như cửa hàng tiện lợi, quầy bar và tiệm ăn ở Nhật, nhằm báo hiệu cho khách hàng biết đã gần tới giờ đóng cửa. Đài truyền hình quốc gia NHK cũng chơi nó trong phần cuối của chương trình chào năm mới Kōhaku Uta Gassen và trong suốt những ngày Tết.
- Từ 1918 đến 1943, Quốc ca Triều Tiên ("Aegukga") đã được hát với giai điệu của bài hát này ở cả Nam và Bắc Triều Tiên, cho đến khi tổng thống Lý Thừa Vãn ủy nhiệm nhạc sĩ Ahn Eak-tai (An Ích Thái) sáng tác một giai điệu mới cho Quốc ca Hàn Quốc trên lời ca gốc vào năm 1948, và đây là quốc ca hiện tại của Hàn Quốc. Ở Hàn Quốc, bài hát này được biết đến với tên gọi Jakpyeol (작별 / Lời giã biệt) hoặc (ít gặp hơn) như Seokbyeol I Jeong (석별의 정 / Tình cảm Giã biệt). Cũng giống như ở Nhật Bản và Đài Loan, "Auld Lang Syne" được dùng ở Hàn Quốc như một bài ca tốt nghiệp và một bài hát chia tay đến bạn bè hoặc trong đám tang.
- Trước năm 1972, giai điệu bài hát là nhạc của Gaumii salaam, Quốc ca Maldives (với ca từ hiện tại).
- Ở Đan Mạch, bài hát được dịch năm 1927 bởi nhà thơ nổi tiếng của Đan Mạch Jeppe Aakjær. Giống với cách Robert Burns dùng phương ngữ, Aakjær dịch bài hát sang tiếng Đan Mạch thổ ngữ, một phương ngữ ở phía bắc của nam Jutland, nam Limfjord, khó hiểu với đa số người Đan Mạch. Bài hát "Skuld gammel venskab rejn forgo" (tiếng Anh: "Should old acquaintance be forgotten" —), là một phần không thể tách rời của Højskole Đan Mạch truyền thống, và thường liên kết với nhiều vùng nông thôn. Ngoài ra, nhóm nhạc rock Đan Mạch trước đây, Gasolin, đã hiện đại hóa giai điệu vào năm 1974 với ca khúc pop ballad của họ "Stakkels Jim" ("Jim tội nghiệp").
- Ở Hà Lan, giai điệu này được biết đến nhiều nhất với bài hát cổ vũ bóng đá Hà Lan "Wij houden van Oranje" (We love Orange) biểu diễn bởi André Hazes.
- Ở Zimbabwe, "Famba zvinyoronyoro, tichasanganiswa muroa ra Jesu" với giai điệu "Auld Lang Syne" được hát bằng tiếng Shona như một bài hát chia tay hoặc tang lễ.
- Ở Chile, giai điệu được hát bằng tiếng Tây Ban Nha, đặc biệt trong Giáo hội Công giáo Rôma. Giai điệu này có tên "Canción del adiós" ("Bài hát chia tay").
- Ở Hy Lạp, bài hát rất thông dụng và dịch bởi Tổ chức hướng đạo Hy Lạp với cái tên "Τραγούδι Αποχωρισμού" ("Bài hát chia tay") và nó là một phần của lễ bế mạc của chuyến đi cắm trại hướng đạo (lời bài hát Lưu trữ ngày 4 tháng 1 năm 2010 tại Wayback Machine).
- Ở Đài Loan, Auld Lang Syne được hát trong lễ tốt nghiệp và cả trong tang lễ.[30][31]

## Các nghệ sĩ có cover đáng chú ý

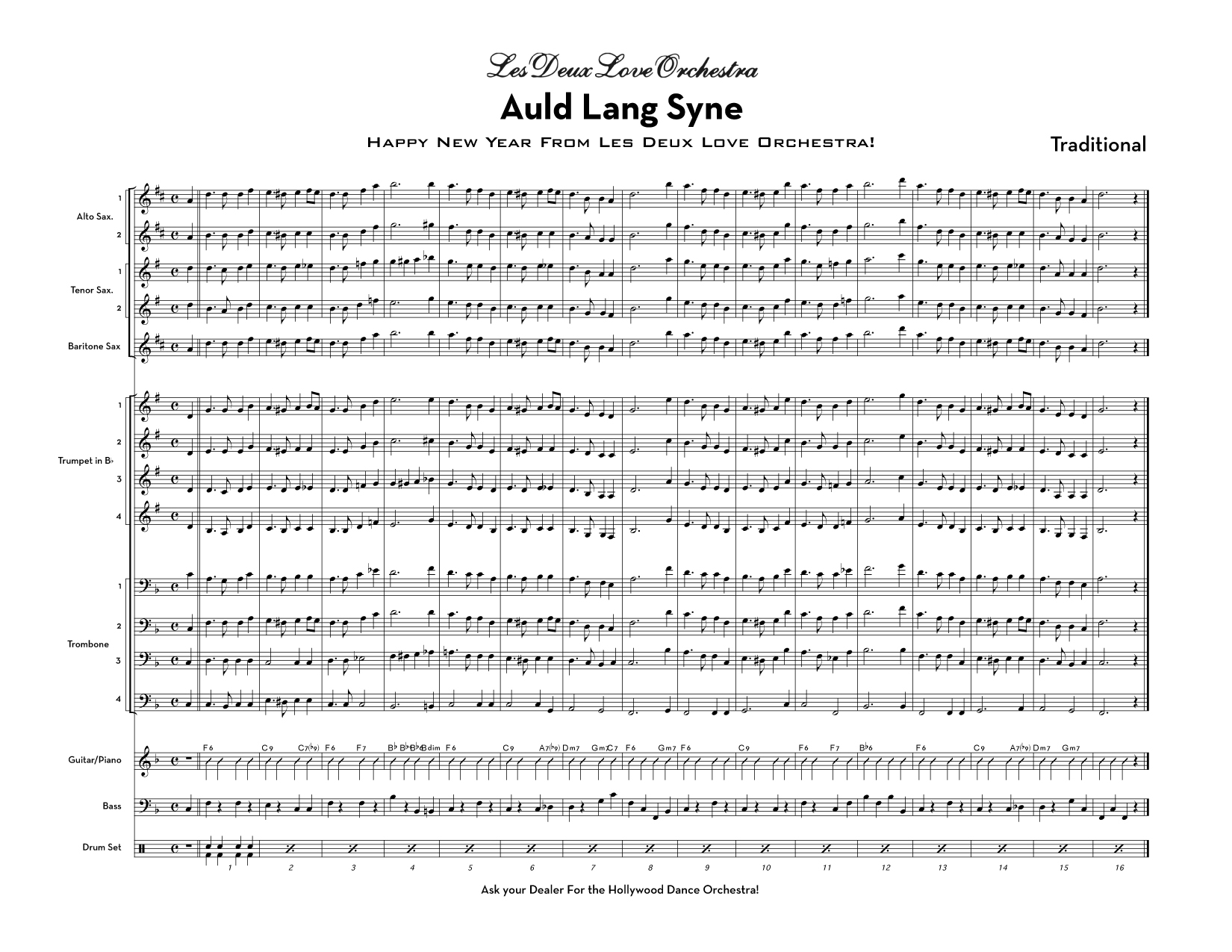
Thu âm "Auld Lang Syne" cổ điển của Dàn nhạc Les Deux Love.

- John Philip Sousa
- Cliff Richard
- Dan Fogelberg
- Straight No Chaser
- Barenaked Ladies
- Billy Joel
- Kenny G
- Overboard
- Bobby Darin
- Dàn nhạc Salsoul
- Mariah Carey
- Die Toten Hosen

### Lời biến thể
- "Standard English Translation" Lưu trữ ngày 23 tháng 1 năm 2009 tại Wayback Machine trên The World Burns Club
- Multiple versions and tunes Lưu trữ ngày 15 tháng 3 năm 2005 tại Wayback Machine trên The Mudcat Cafe's "Digital Traditions"

|}